# Шуклино (Череповецкий район)
Шуклино — деревня в Череповецком районе Вологодской области.
Входит в состав Абакановского сельского поселения, с точки зрения административно-территориального деления — в Абакановский сельсовет.
Расстояние по автодороге до районного центра Череповца — 54 км, до центра муниципального образования Абаканово — 11 км. Ближайшие населённые пункты — Климовская, Ярцево, Никольское и Никола .
По переписи 2002 года население — 4 человека.